# Cumulopuntia frigida
Cumulopuntia frigida ist eine Pflanzenart in der Gattung Cumulopuntia aus der Familie der Kakteengewächse (Cactaceae). Das Artepitheton frigida bedeutet ‚kalt‘.

## Beschreibung
Cumulopuntia frigida bildet sehr dichte, mittelgroße Polster. Die kurz zylindrischen, etwas stumpfen Triebabschnitte sind bis zu 3 Zentimeter lang. Es sind zehn bis 15 gerade, rötliche bis weiße, glänzende, ausgebreitete bis schief aufrechte Dornen vorhanden, die bis zu 4,5 Zentimeter lang sind.
Die Blüten sind gelb bis orangefarben. Die bis zu 4,5 Zentimeter langen Früchte sind  im unteren Teil kahl. Ihr Rand ist mit gedrängt sitzenden Areolen besetzt, die bis zu 3 Zentimeter lange Borsten tragen.

## Verbreitung und Systematik
Cumulopuntia frigida ist in Bolivien an der Wasserscheide zwischen den Departamentos Oruro und Potosí in der Puna oberhalb von 4000 Metern verbreitet.
Die Erstbeschreibung erfolgte 1980 durch Friedrich Ritter. Ein nomenklatorisches Synonym ist Opuntia frigida (F.Ritter) G.Navarro (1996).

## Nachweise